# Anemonoides nemorosa
L'anemone dei boschi (Anemonoides nemorosa L. Holub), conosciuta con il nome di “Silvia”, appartenente alla famiglia delle Ranunculaceae, è una piccola pianta (non più alta di 30 cm) erbacea e perenne, in generale priva di peli (glabra) a fusto unifloro ed eretto.
È tra le prime fioriture della primavera (o fine inverno) dei nostri prati. Spesso nasce nel tardo inverno per cui entra in fioritura nelle prime giornate tiepide appena la neve scompare evitando così che le prime foglie degli alberi oscurino eccessivamente il suolo. Al calare del giorno o quando inizia la pioggia l'anemone inclina i suoi fiori verso terra, mentre i petali esterni si avvicinano a forma di cupola per proteggere gli stami e i pistilli preziosi per la propagazione della specie.

## Etimologia
Il nome del genere a cui appartiene questo fiore (anemonoides) segue per la prima parte l'etimologia del genere Anemone: questo nome è attribuito a Teofrasto significa "fiore del vento" per le fragili corolle variamente colorate che si agitano al minimo spirare del vento. Infatti in greco anemos = vento. È Ateneo che c'informa inoltre che Teofrasto conosceva tre diverse specie di anemoni (il montano che fiorisce alla fine della primavera, il pratese che fiorisce in estate e il sativo i cui fiori si trovano dalla fine dell'inverno a tutta la primavera). Altre citazioni antiche di questo fiore abbiamo da Cratino (che menziona soprattutto la specie sativa); da Dioscoride (che ricorda due specie: silvestre e ortense); e anche Plinio (che usa il nome anemone sativo).
Altri testi (per spiegare l'origine del nome del genere) menzionano la parola latina anima = "soffio vitale", per la breve vita dei suoi fiori. Altri ancora fanno derivare il nome del genere dal fiume Anemo che scorre presso Ravenna, dove si dice che per la prima volta gli antichi avrebbero scoperto questo fiore.
Ma ci sono anche interpretazioni mitologiche: per i greci Anemone era la sposa di Zefiro (vento caldo dell'ovest che favoriva la nascita dei fiori e dei frutti). Il suffisso -oides significa letteralmente "a forma di", data la somiglianza tra le specie appartenenti a questi due generi. L'epiteto specifico deriva invece dal latino nemus = "del bosco" con evidente riferimento al suo habitat boschivo.

## Descrizione

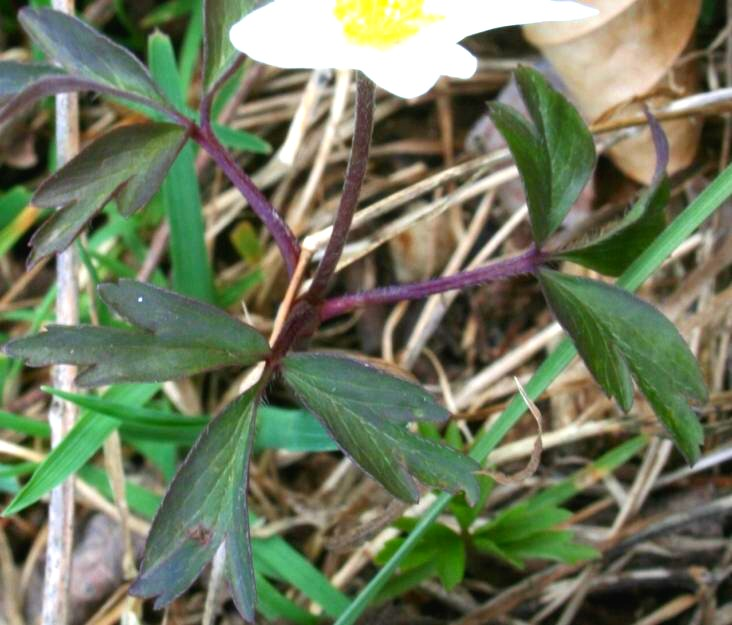
Foglie cauline

La forma biologica del fiore viene definita come geofita rizomatosa: si tratta quindi di una pianta il cui fusto sotterraneo ogni anno produce nuove radici e nuovi fusti secondari.

### Radici
Da rizoma con moltissime radichette secondarie carnose e radicate molto profondamente nel substrato.

### Fusto
La parte ipogea consiste in un rizoma ad andamento orizzontale dal colore giallo-bruno. La parte epigea è eretta ma esile.

### Foglie

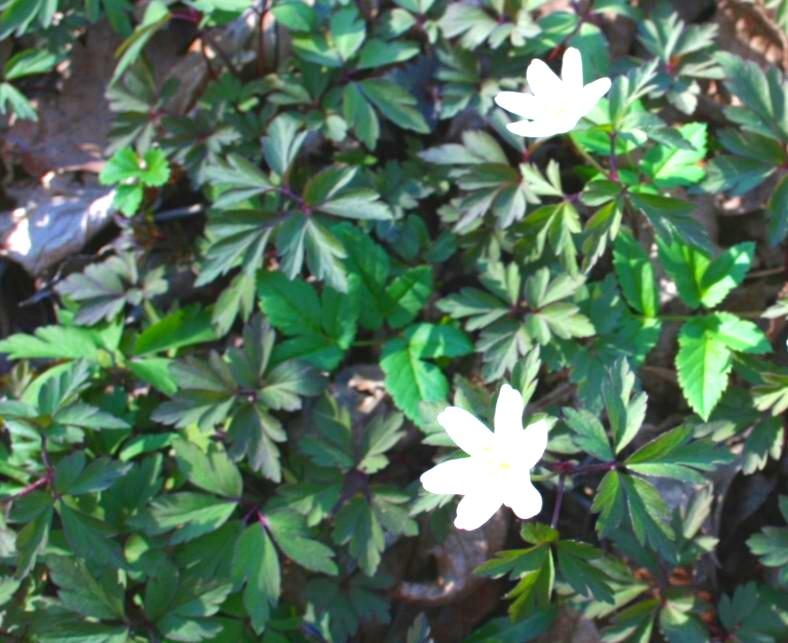
Foglie di anemone nemorosa

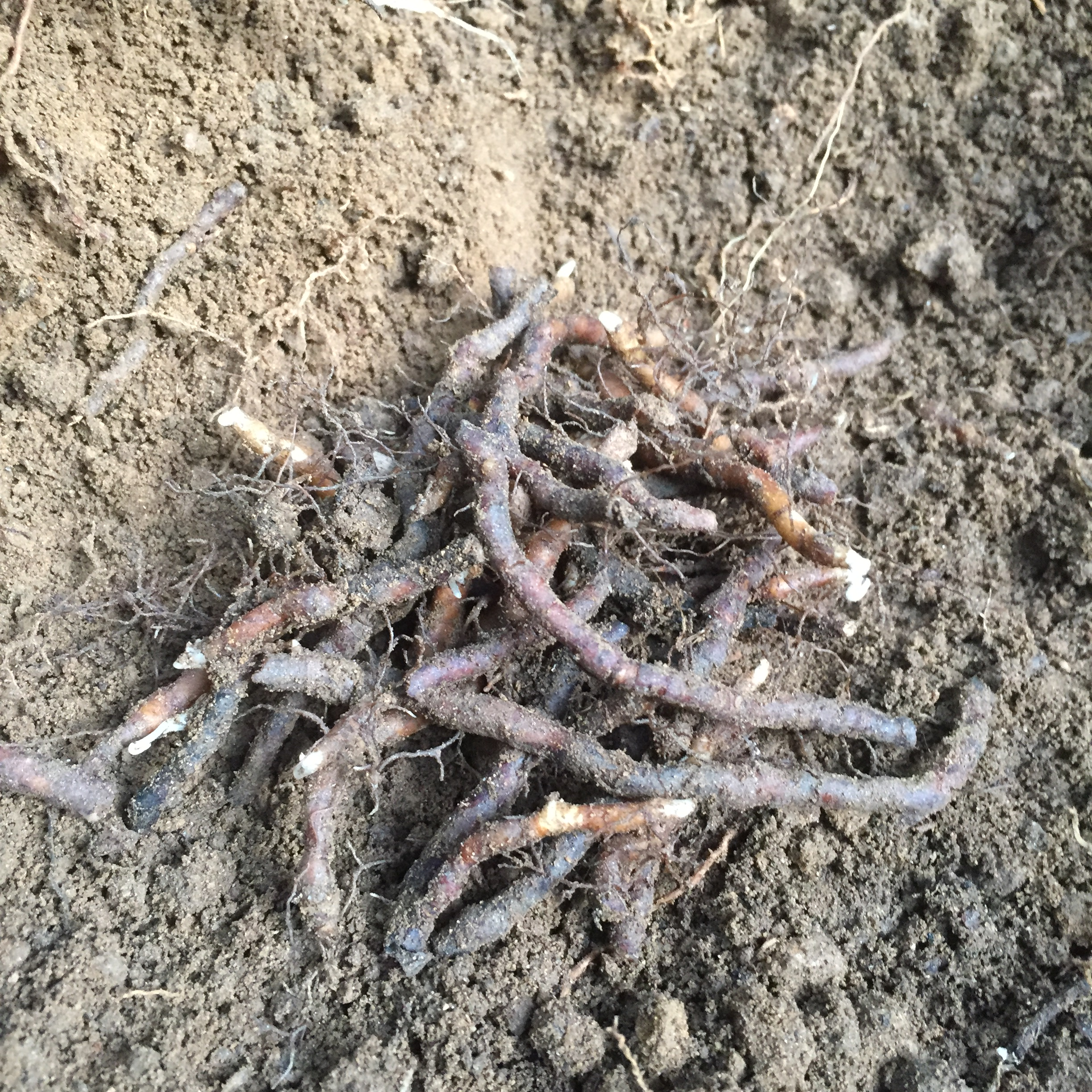
Parte ipogea del fusto di A. nemorosa

Le foglie basali o radicali (assenti al momento della fioritura) presentano un picciolo eretto e una lamina fogliare divisa profondamente in 3 lobi lanceolati.
Le foglie cauline si sviluppano in verticilli con un evidente picciolo (da 1 cm). Sono in numero di 2 o 3 e si trovano all'altezza del terzo apicale del fusto detto anche terzo superiore del fusto. La forma della foglia è tripartita con profondi segmenti, a loro volta 2-5 partiti e dentati in modo grossolano. Quest'ultimo tipo di foglia presenta dei peli chiari quasi argentei senza gemme ascellari.

### Fiori

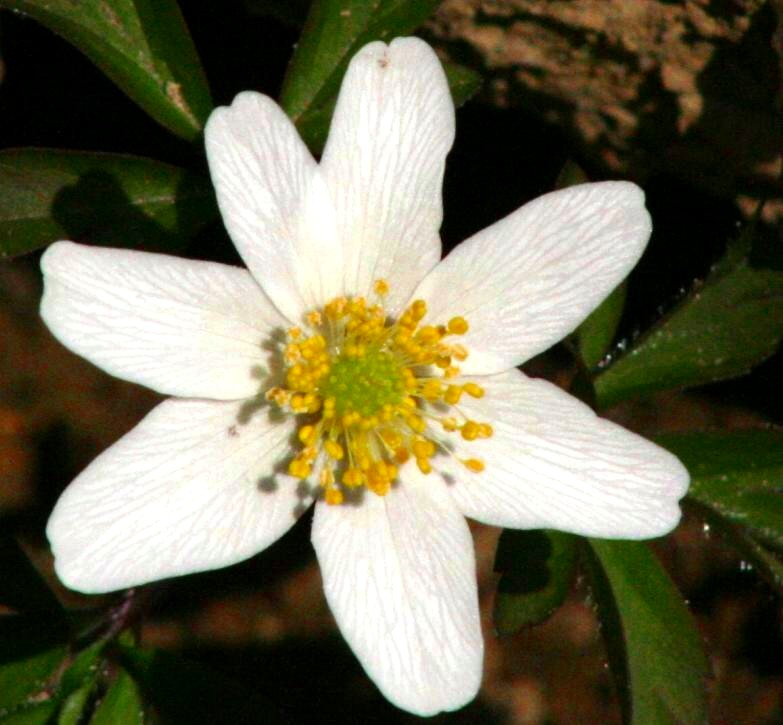
Fiore di anemone nemorosa

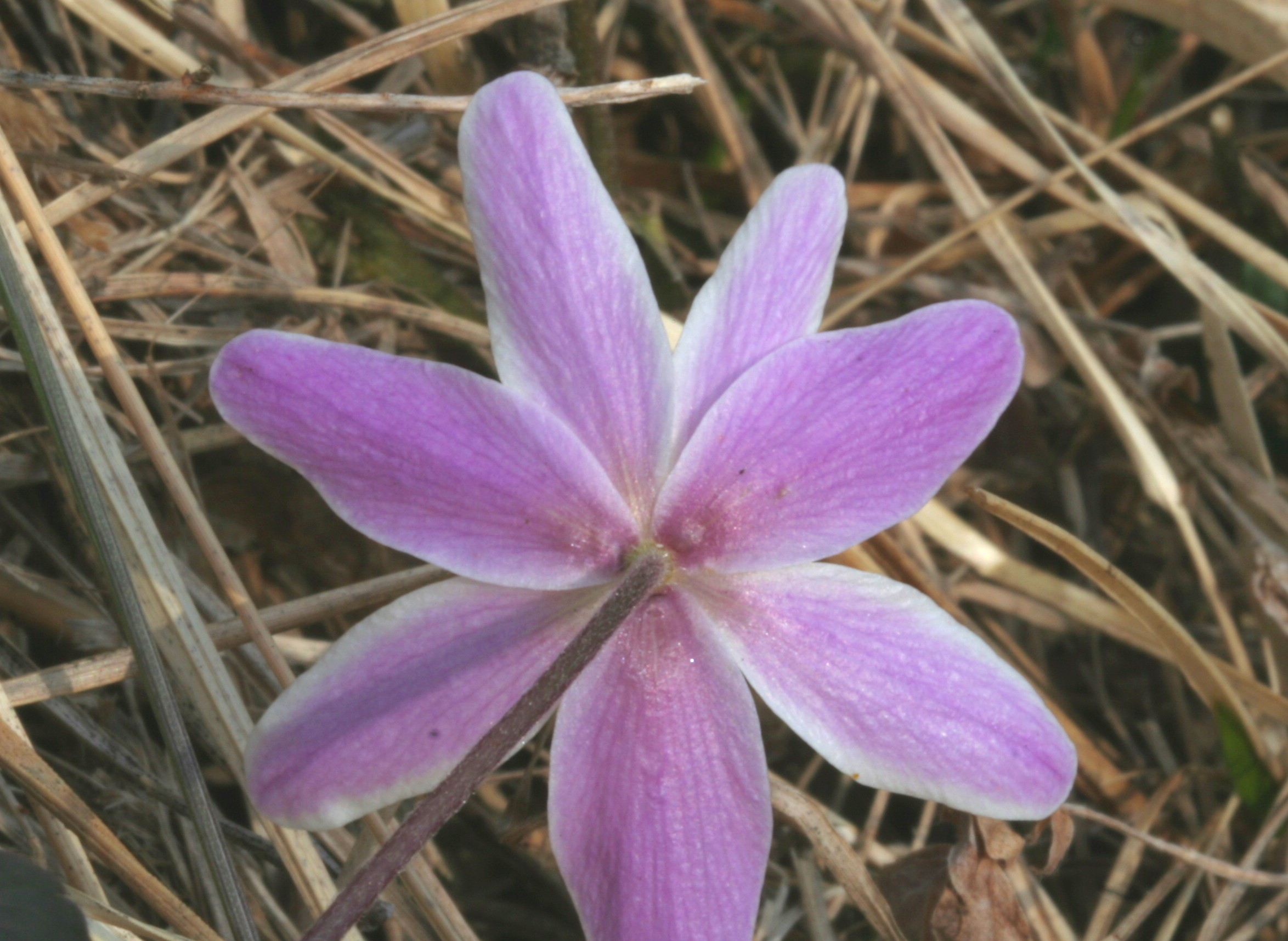
Pagina inferiore dei petali

Ogni fusto presenta un solo fiore ermafrodito largo da 2 a 5 cm. Il peduncolo (lungo 2 – 3 cm) del fiore è lievemente peloso. I sepali petaloidei del calice corollino normalmente in numero di 6 (ma possono arrivare fino a 8 - 12) sono bianchi, raramente rosati o blu-pallido e di forma ellittica. La parte inferiore del petalo presenta delle striature quasi violette. Le antere degli stami (molto numerosi) sono gialli. Per questo fiore si parla di poliandria primaria, ossia una struttura primitiva (dal punto di vista evolutivo) caratterizzata da numerosi stami in disposizione spiralata.
Altrettanto numerosi sono i pistilli che poi si trasformano in frutti.
Impollinazione tramite api e mosche.
La fioritura va da febbraio a maggio.

### Frutti
I frutti sono acheni tomentosi numerosi e piccoli di forma subglobosa (quasi sferica), fittamente pelosi e lievemente rostrati (hanno un piccolo becco).

## Distribuzione e habitat
La pianta è originaria delle zone circumboreali: zone a clima freddo o temperato-freddo dell'Europa, Asia e Nordamerica. In Italia è comune nelle regioni settentrionali e centrali (pur preferendo le zone montane e submontane è presente anche nelle pianure alluvionali, cresce dal livello del mare fino a circa 1600 m), complessivamente è meno diffuso nel Mezzogiorno dove, in genere, la sua presenza è limitata ai rilievi appenninici e antiappenninici; è una specie che vegeta nei sottoboschi (faggete, querceti e latifoglie in genere) e nelle radure ombrose. Predilige terreni moderatamente umidi e freschi, da calcarei a neutri. Non è stata segnalata la presenza nelle isole.
Specie simili:

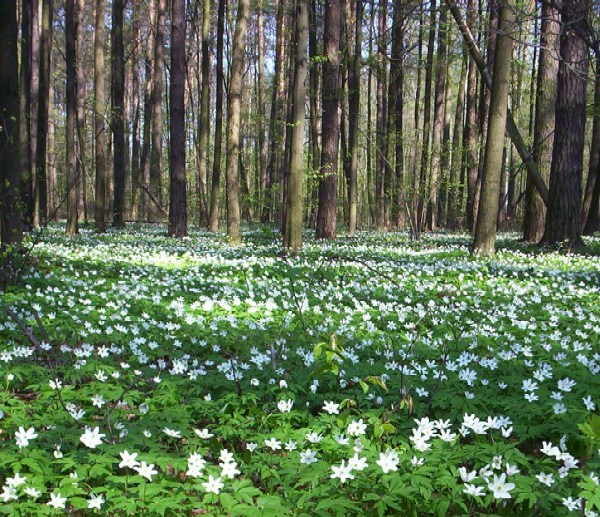
Fioritura di anemone nemorosa in ambiente boschivo

- Anemonoides trifolia L., anemone trifogliato: si differenzia dall'avere i segmenti delle foglie cauline privi di lobi: mentre la lamina periferica è finemente dentata. Le antere sono bianche con riflessi bluastri. In Italia si trova soprattutto nelle Alpi orientali.

## Usi

### Farmacia
Per scopi medicinali (omeopatia) viene usata tutta la pianta e raccolta prima della fioritura. Contiene la protoanemonina (un alcaloide velenoso: irrita le mucose e la pelle) per cui una volta veniva usata solamente nelle malattie reumatiche e dolori articolari. Anticamente si usava anche come odontalgico con sciacqui (ma a causa della tossicità se n'è abbandonato l'uso).

### Cucina
Contiene anche saponine tossiche per cui è sconsigliato qualsiasi uso domestico, soprattutto alimentare anche perché amarissima. Oltre ad essere urticante per l'uomo è anche velenosa per il bestiame.

## Galleria d'immagini

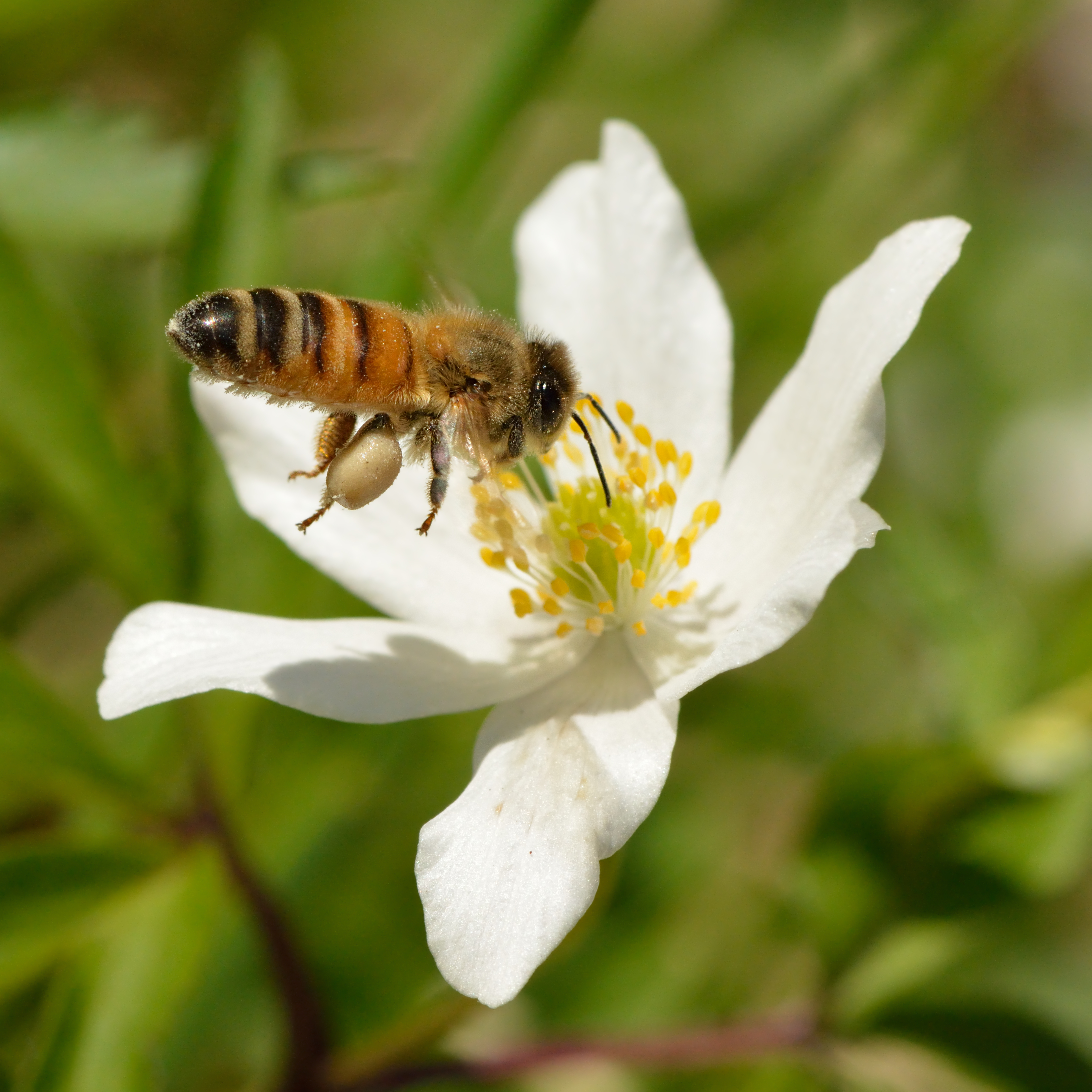
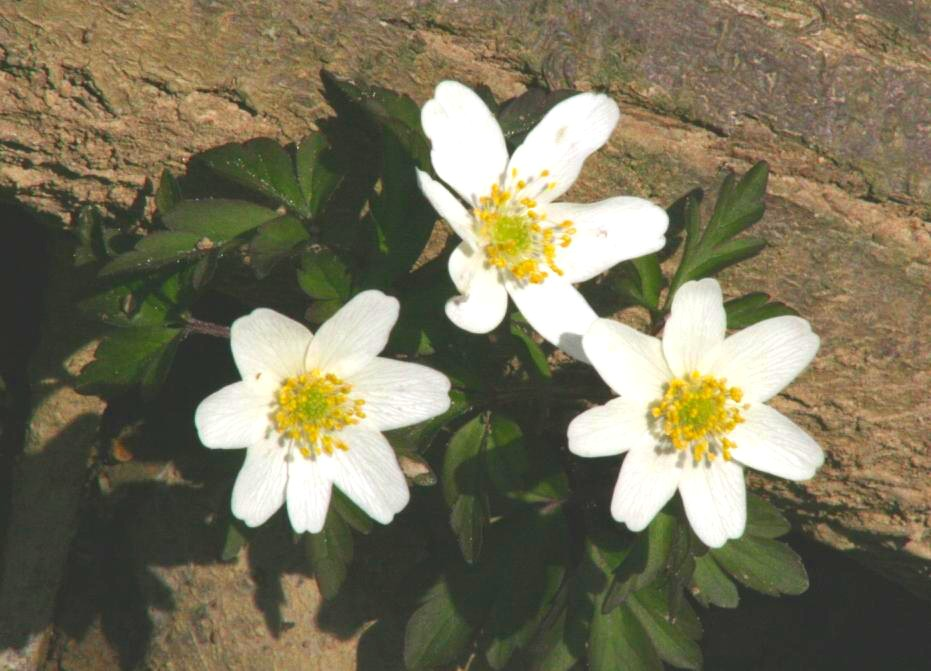
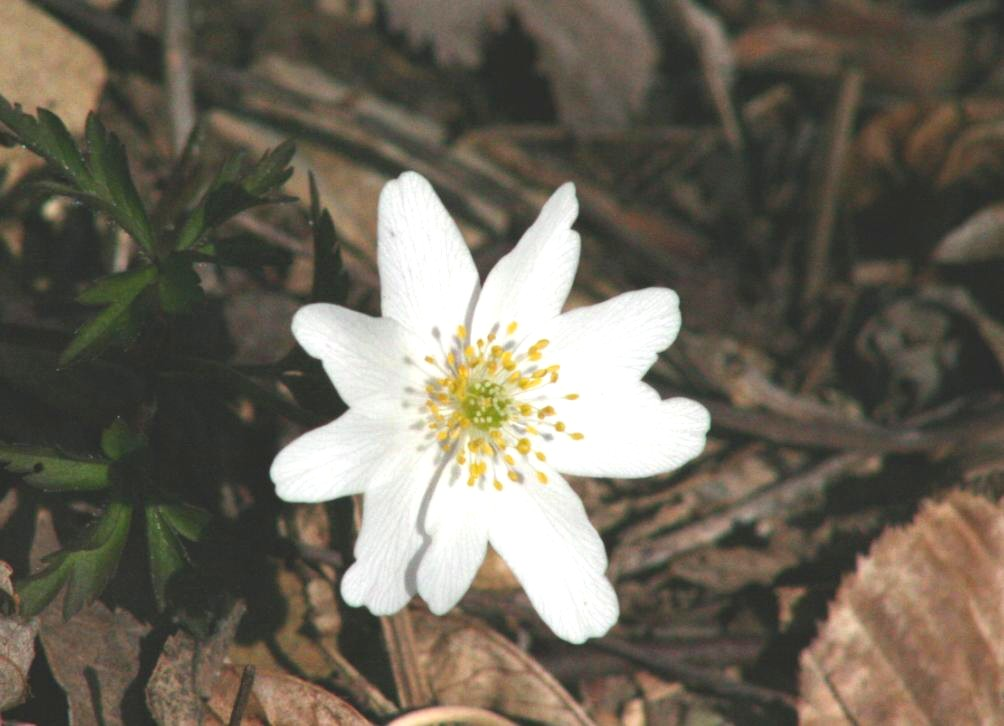
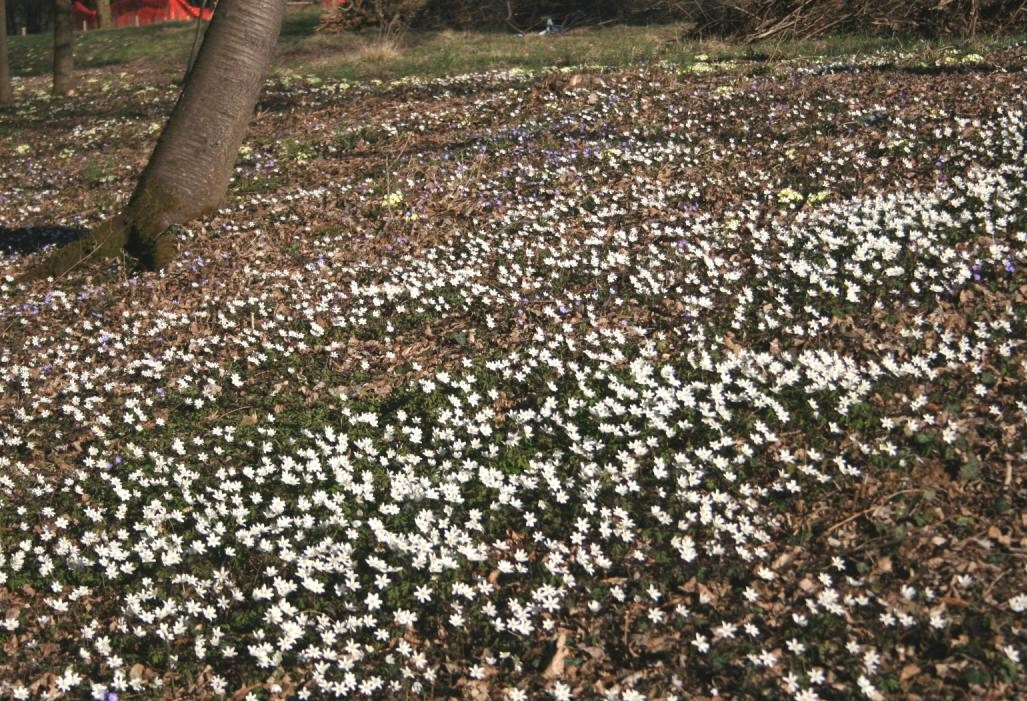
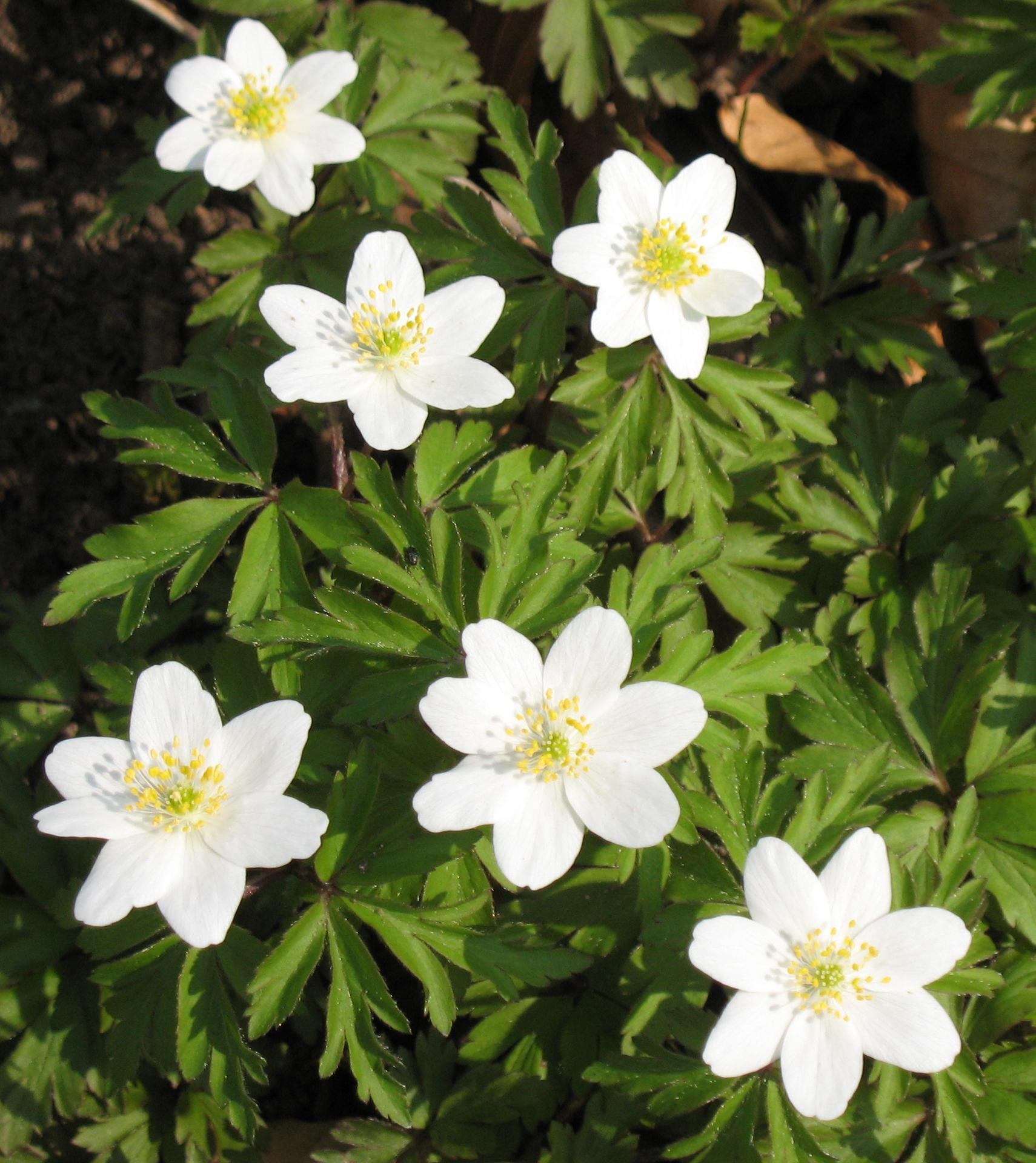
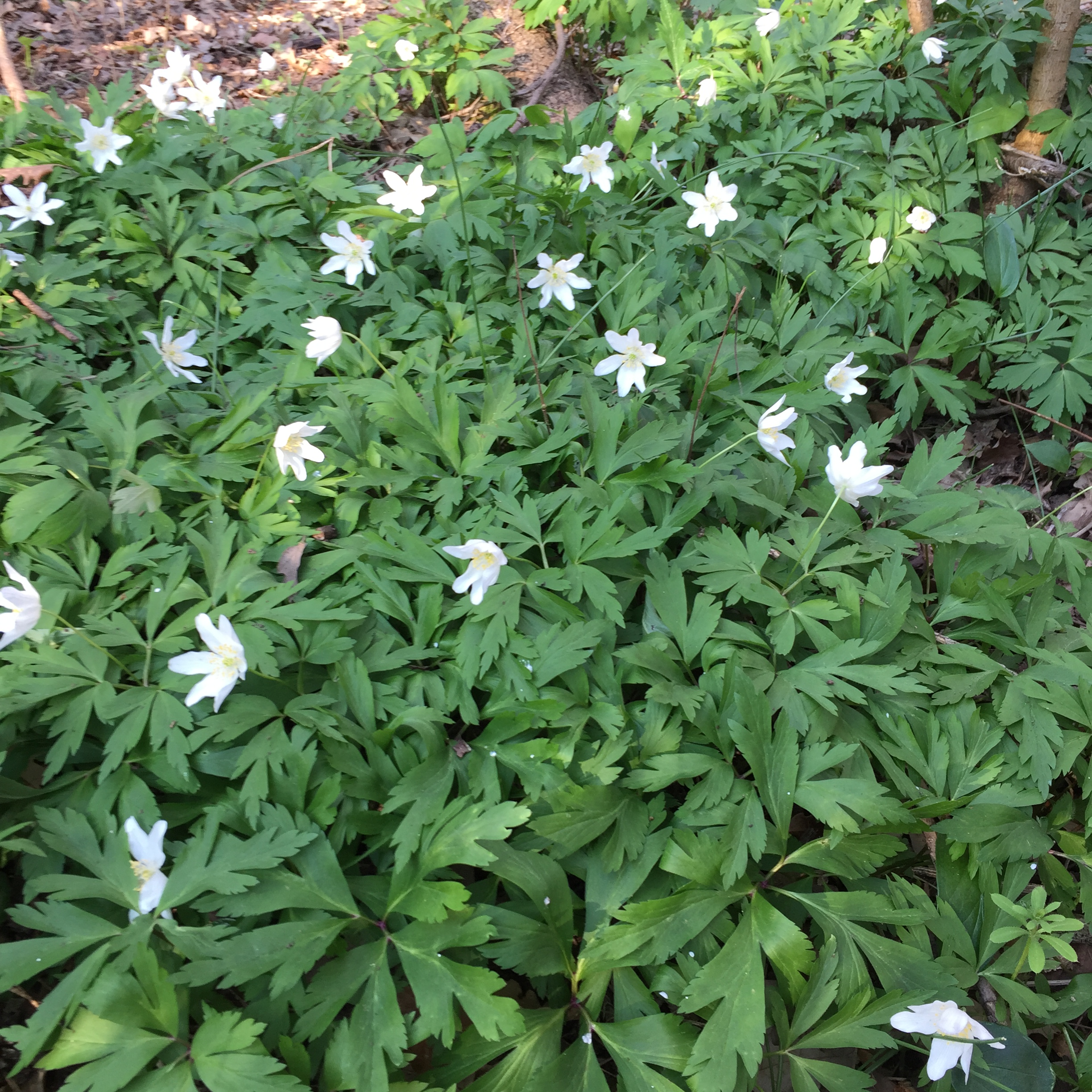
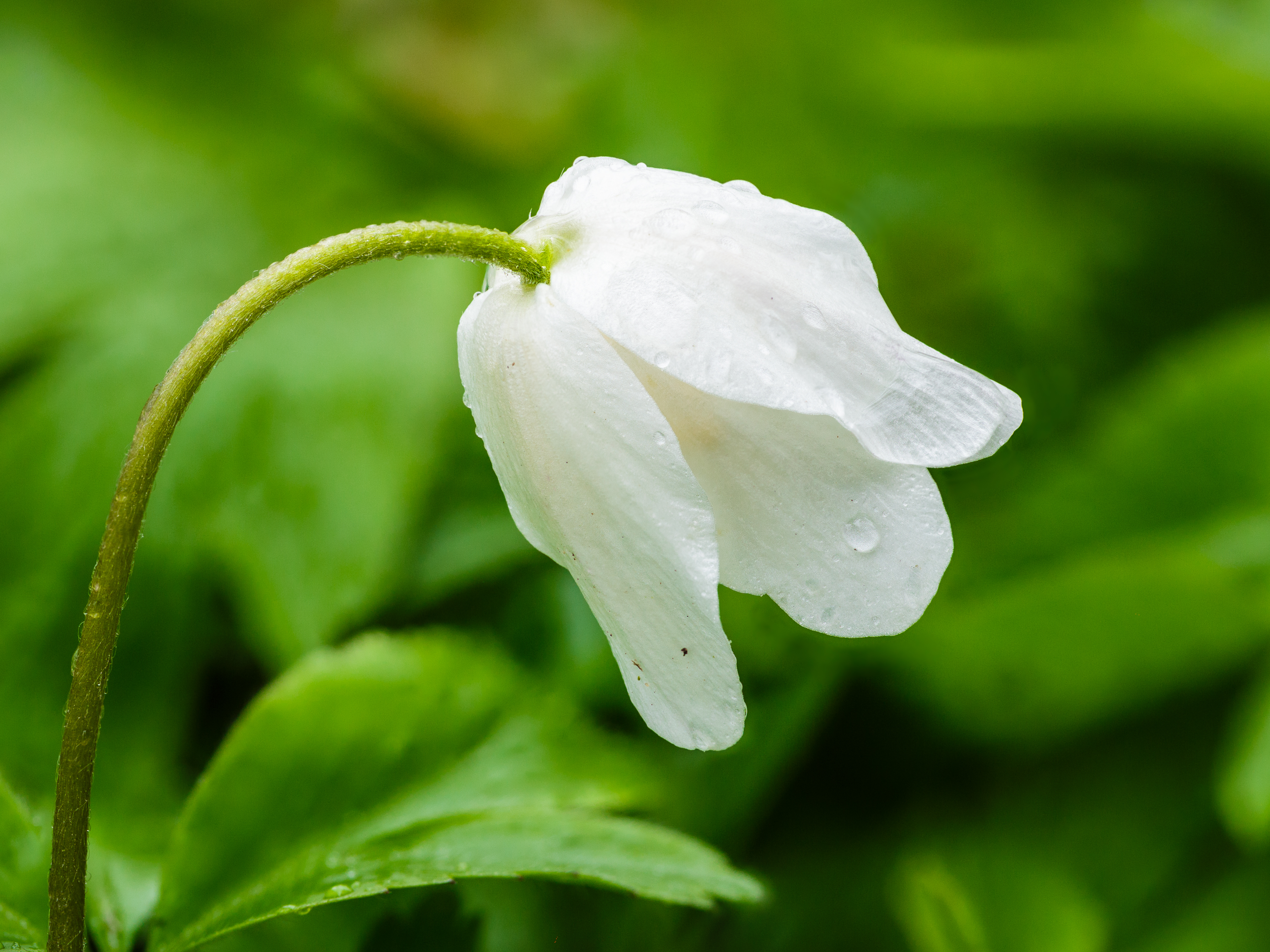
Bocciolo di fiore fragile semiaperto di Anemonoides nemorosa.